# Sant Miquel de Maians
Sant Miquel de Maians és una església del municipi de Montagut i Oix (Garrotxa) inclosa en l'Inventari del Patrimoni Arquitectònic de Catalunya. És una antiga església parroquial, avui gairebé desapareguda, coneguda també amb el nom de Sant Miquel de Mitjà. El 1415 la parròquia de Meians va ser unida a Oix.

## Descripció
De la seva factura romànica resten únicament en peu uns panys de paret pràcticament ensorrats i diversos carreus que formen part del corral de la masia de Maians. Està ubicada al veïnat de Monars, just a tocar la masia de Maians, al vessant meridional de la serra de Monars, dins l'antic terme municipal d'Oix, agregat l'any 1972 al de Montagut de Fluvià, actualment Montagut i Oix.

## Història
S'esmenta per primera vegada l'any 977, en una donació del comte-bisbe Miró a l'altar de Sant Rafael de l'església de Sant Vicenç de Besalú, amb les següents paraules "…et in alio loco, scilicet in Medianos…cum ecclesia quae ibi est fundata in honore sancti Michaelis…" Posteriorment, al document citat, trobem altres mencions de Sant Miquel de Maians, les quals corresponen als anys 982, 1066, 1095, 1106, 1107 i 1147. L'església va tenir culte fins a mitjans de segle xvii.